# Карма (будизам)
Карма (санскрит: कर्म kárma, пали: kamma; чин, дело) у будизму означава свако делање које покреће ланац узрока и последица, слично закону акције и реакције. Карма обухвата не само физичко делање, већ и оно што свесно биће говори и мисли.
Кад човек дела, говори или мисли, његов ум нешто чини, а то мора произвести резултате. Буда нарочито истиче вољни моменат делања, односно карме. Он је говорио да "намера јесте карма, зато што прво имамо намеру пре него што нешто учинимо телом, речју и мишљу". Тако у стварању карме намера има већи значај од самог дела.
У будизму карма има донекле другачију улогу него у хиндуизму, будући да нема трајног субјекта (аната). Буда уместо о сопству говори о низ стања свести, која сукцесивно одређују једна друго, преносећи кармички набој. Овај набој није само збир из прошлости, већ се пројектује у будућност, сукладно делима. Тако је сачувана морална одговорност, а избегнута хипотеза о постојању душе.
Према Будином учењу, постоји "подношење терета" властитих дела, али не и трајна суштина "носиоца". Носиоца моралне одговорности треба схватити као процес, континуум у циклусу "дозревања" плодова делања. У том смислу Буда назива човека, као и свако друго живо биће, "наследником властитих дела". Бића се састоје се од ланца узрока и последица.
Последице карме представљају укупност склоности, нагона и хтења који чине човекову личност. Дозревајући у плоду, карма бива исцрпљена, али воља слободно ствара нову карму, чији плодови неумољиво зру.
Смрт није ни окончање живота ни разрешење од моралне одговорности. Ток препорађања се наставља унедоглед све док појединац не успостави карму "са ни-тамним-ни-сјајним последицама", која води исцрпљивању карме.

## Појам карме
Суштина закона карме је да свако биће сноси последице сопствених дела. Тако је делање истовремено испољавање воље и узрок условљености субјекта. Дело (санскр: карма) тако постаје „закон чијем се дејству не може избећи". Свако биће наслеђује сопствена дела, настављајући са чињењем нових дела, чије ће последице осетити касније. Збир човекових дела одређује његов садашњи и будући живот, а садашњи живот и карактер одређени су делима извршеним у пређашњем животу. Закон „дозревање плодова“ се не ограничава на један живот, него је основ вере у препорађање.

## Будино учење
Према Будином учењу, дела су оно што бићима остаје у власништву и што их одређује:
Ја сам власник својих дела, наследник својих дела, рођен због својих дела, везан својим делима и имам своја дела као судију. Шта год да урадим, добро или лоше, то ће ми остати у наслеђе.— Сидарта Гаутама
Према Будином учењу, свако бира пут својих дела: 
Пут кратког живота чини људе кратковечним, пут дугог живота чини људе дуговечним; пут болести чини људе болесним, пут здравља чини људе здравима; пут ружноће чини људе ружнима, пут лепоте чини људе лепима; пут безначајности чини људе безначајнима, пут угледа чини људе угледнима; пут сиромаштва чини људе сиромашнима, пут богатства чини људе богатима; пут ниског порекла доноси људима ниско порекло, пут племенитог порекла доноси људима племенито порекло; пут глупости чини људе глупима, пут мудрости чини људе мудрима ... Бића су власници својих дела, наследници дела, дело им је наслеђе, дело им је својство, дело им је дом.
Штавише, дела, а не порекло или положај, деле људе на ниже и више:
Бића су власници својих дела, наследници својих дела, настају из својих дела, предодређена су својим делима, дела су њихово уточиште. Дела су та која деле бића на ниска и узвишена.
Готама Буда је говорио да је приликом делања најважнија намера: 
Воља јесте та коју називам делом. Пожелевши нешто, човек делује путем тела, говора или ума. Постоје дела које дозревају у току живота, које дозревају у животињском свету, свету људи и у небеском свету. Плодови су троструки: они који дозревају у току живота, они који дозревају у будућим, новим рођењима и они који дозревају у току непрекидних рођења.
Он је говорио да постоји неколико врста дела, која изазвивају разне последице, и једна врста дела која воде исцрпљењу делања (види неделање):
Постоји тамна карма са тамним последицама, постоји сјајна карма са сјајним последицама, постоји тамна-и-сјајна карма са тамним-и-сјајним последицама и постоји карма која није ни тамна ни сјајна са ни-тамним-ни-сјајним последицама, која води до исцрпљивања карме.
Последице лоших дела не нестају у прошлости, већ неминовно стижу починиоца:
Ако нагомилавате лоша дела завршавате у океану патње. А зашто? Зато што оно што човек учини не нестаје једноставно у прошлости. То нас прати, приања уз починиоца. Човек чији су поступци загађени ће временом бол који наноси осетити и на себи.
Починилац не може побећи од својих злодела, зато што она приањају уз њега:
Нити на небу, нити усред мора, нити у нутрини планинског процијепа, нема таквог мјеста на свијету гдје би се могао склонути итко да умакне посљедицама злодјела.
Буда напомиње да човек, који је иначе добар, лакше може поднети последице лошег дела, од лошег човека, у којем оно изазива теже последице. Он то пореди са груменом соли, који чашу воде учини пресланом и непогодном за пиће, а кад се убаци у реку Ганг, вода у реци неће постати слана због њега.

## Тумачења

### Тао-шенг
Почетком 5. века, кинески будистички монах и филозоф Тао-шенг је повезао таостички појам неделања (wu wei) са будистичким појмом делања, односно карме (wei). Он је изнео теорију да када човек упражњава неделање, истовремено упражњава не-ум (wu-hsin). Ако човек следи начела неделања и не-ума, тада не жуди за стварима нити их се грчевито држи, иако се може бавити разним делатностима. А пошто је последица човекове карме плод његових жудњи и везивања, човекова дела под тим условима неће повлачити никакву последицу.
Ова теорија представља занимљиво проширење на будистичку филозофију једне таоистичке теорије. Као таква, она непобитно представља важан корак у развоју кинеског будизма, који ће потом следити школа ч'ан.

### Будагоша
Будагоша, утицајни учитељ и монах из 5. века, је у својим стиховима сажео будистичко учење о карми. Он прво поставља питање: "Ко је починилац карме? Ко жање плод карме?" Након чега одговара да "нема починиоца, нит' има оног ко последице трпи - то само састојци круже и премештају се."

### Зен будизам
По зену, најбоља метода култивисања у циљу постизања будности је не упражњавати никакво култивисање. Култивисати себе значи вршити намеран напор, што је делање (yu-wei). То делање ће сигурно дати неки добар учинак, али он неће бити вечит, јер је узрокован. А "кад се сила узрока исцрпе, човек се враћа пролазном" (Хси-јин).
Сва дела су у суштини пролазна. Све силе имају свој последњи дан. Оне су као стрела одапета у ваздух; кад се њена снага исцрпи, она скреће и пада на тло. Сви су повезани са Точком рађања и смрти. Упражњавати култивисање помоћу њих значи погрешно схватити Будину идеју и траћити труд.— Хси-јин
Тако је најбоља метода култивисања ума неделање, обављање својих послова без намерног напора или сврховитости. Ова метода нема за циљ делање како би се добиле добре последице, без обзира колико би биле добре саме по себи. Она стреми томе да се ствари чине тако да не повлаче никакве последице. Кад човекове акције не повлаче никакве последице, тада ће он, пошто се последице претходно накупљене карме исцрпе, постићи ослобођење.

### Савремена тумачења
Карма не труне као спољашње ствари, нити престаје да делује. Њу ватра не уништава, а ни вода. Њезина снага никада не нестаје, све док на крају не донесе свој плод.— Сођал Ринпоче
И добро и рђаво дело рађају плодом, као што тоне човек с куглом око врата, било да је гвоздена или златна. Зато дело мора да буде незаинтересовано.
Свака радња, добра или рђава, извире из ума и оставља утисак у уму. Воља коју карактеришу жудња (lobha), мржња (dosa) и заблуда (moha), узрокује лошу карму, док она коју карактерише несебичност (alopha), благонаклоност (adosa) и незаблуда (amoha), ствара добру карму. На пример, ако неко ненамерно згази мрава, то се не одражава на ум. Али ако га неко намерно згази, то оставља траг у уму. Негативни садржаји ума неизбежно воде патњи, за коју се сматра да истиче из стања ума. Карма даље утиче на наше склоности и наш доживљај стварности. На пример, ратоборна особа ће се у многим случајевима осећати увређена и бесна, док ће смирена особа избећи такве емоције. На тај начин карма одређује наше искуство, а нашим мислима, речима и делима сејемо семе будућих искустава.
Свака вољна акција мења нашу свест и тако изграђује наш карактер, а тиме утиче на наше понашање, искуство и животни ток. Међутим, карма не значи предодређеност, пошто је појединац слободан да дела у оквиру саме ситуације настале услед његове карме. Кармичке последице, и добре и лоше, покрећу условно настајање, које људе задржава у току самсаре. Последице карме се могу искусити током живота делатног субјекта, или у неком од наредних живота. Неки будисти сматрају да је главни ефекат карме то како се осећамо (срећно, неутрално или несрећно) и у којем свету ћемо се поново родити.
Међутим, према будистичком учењу о несопству, не постоји трајно сопство или душа која наставља да живи. Након смрти продужује да постоји само карактер, па једино заиста бесмртно у човеку јесу његова дела. Постоје само појаве које непрекидно функционишу, будући да су повезане ланцем узрока и последица.
Човек се из овог тока може избавити путем спознаје, након чега тежи исцрпљиваљу карме, што води ослобођењу.